# Ganting (Simeulue Timur)
Ganting is een bestuurslaag in het regentschap Simeulue van de provincie Atjeh, Indonesië. Ganting telt 1151 inwoners (volkstelling 2010).